# Julie Walters
Dama Julia Mary Walters, bolje poznana kot Julie Walters, angleška filmska igralka in romanopiska, *22. februar 1950, Smethwick, Anglija.

## Zgodnje življenje
Julie Walters je bila rojena kot Julia Mary Walters v Smethwicku, West Midlands, hči Mary Bridget (rojena O'Brian) in Thomasa Waltersa. Hodlia je na Holly Lodge Grammar School for Girls. Pri osemnajstih se je šolala za medicinsko sestro na Queen Elizabeth Hospital, Birmingham. Potem pa je te sanje opustila in se šla študirati sociologijo v Manchesterju. Ko spet obupa se odloči za ustvarjanje igralske kariere.

## Kariera

### 1982–1999
Leta 1982 igra v Boys from the Blackstuff.
Naslednje leto se pojavi v Wood and Walters, leta 1984 pa v She'll Be Wearing Pink Pyjamas. Leta 1985 dobi vlogo v seriji Skrivni dnevnik Jadrana Krta,  Car Trouble in Victoria Wood As Seen On TV.
Leta 1987 se pojavi v Talking Heads, Personal Services in Prick Up Your Ears, leta 1988 pa v Buster.
Leta 1989 igra v Killing Dad, Mack the Knife, potem pa se leta 1991 pojavi v G.B.H. in Stepping Out.
Leta 1992 jo lahko opazimo v filmu Just Like a Woman, leta 1994 pa v Sister My Sister in Pat and Margaret.
Leta 1996 se pojavi v Intimate Relations, leta 1998 v seriji Dinnerladies in miniseriji Titanic Town, leta 1999 pa v filmu Oliver Twist.

### 2000 - danes
Leta 2000 dobi vlogo v filmu Billy Elliot, leta 2001 pa jo ves svet spozna v vlogi Molly Weasley iz filma Harry Potter in kamen modrosti.
Leta 2002 se pojavi v drugem delu pripovedi o Harryju Potterju, Harry Potter in Dvorana skrivnosti, leta 2003 igra v filmu Dekleta s koledarja, leta 2004 pa spet zaigra Molly Weasley v tretjem filmu o Harryju Potterju (Harry Potter in jetnik iz Azkabana).
Leta 2005igra v filmih Wah-Wah in Ahead of the Class, leta 2006 pa poleg igralca iz Harryja Potterja (v prejomenjenih filmih je igral njenega najmlajšega, šestega sina Rona) Rupertom Grintom pokaže v filmu Učne ure vožnje. Poleg tega se leta 2006 pojavi tudi v The Ruby in the Smoke in Dawn French's Girls Who Do Comedy.
Leta 2007 igra v filmu Harry Potter in Feniksov red in Ljubljena Jane, leta 2008 pa v filmu Mamma Mia! in Filth: The Mary Whitehouse Story.
Letos se je pojavila v filmih A Short Stay in Switzerland in Harry Potter in Princ mešane krvi, za naslednje leto (2010) in leto 2011 pa ima v načrtu filme Harry Potter in Svetinje smrti del I, Harry Potter in Svetinje smrti del II in The Bear and the Bow.

## Osebno življenje
Waltersova je poročena z Grantom Roffeyjem. Par ima hčer Maisie Mae Roffey (rojena 1988, City of Westminster, London), živita pa v West Sussexu.

## Filmografija
| - Boys from the Blackstuff (1982) (miniserija) - Wood and Walters - Educating Rita (1983) - She'll Be Wearing Pink Pyjamas (1984) - Skrivni dnevnik Jadrana Krta - Victoria Wood As Seen On TV (1985) (TV serija) - Car Trouble (1985) - Talking Heads (1987) (miniserija) - Personal Services (1987) - Prick Up Your Ears (1987) - Buster (1988) - Killing Dad (1988) - Mack the Knife" (1989) - G.B.H. (1991) (TV serija) - Stepping Out (1991) - Just Like a Woman (1992) - Sister My Sister (1994) - Pat and Margaret (1994) - Intimate Relations (1996) - Dinnerladies (1998) (TV serija) - Titanic Town (1998) | - Oliver Twist (1999) (miniserija) - Billy Elliot (2000) - Harry Potter in kamen modrosti (2001) - Harry Potter in Dvorana skrivnosti (2002) - Dekleta s koledarja (2003) - Harry Potter in jetnik iz Azkabana (2004) - Wah-Wah (2005) - Ahead of the Class (2005) - Driving Lessons (2006) - Dawn French's Girls Who Do Comedy Three part factual TV series (2006) - The Ruby in the Smoke (2006) - Harry Potter in Feniksov red (2007) - Becoming Jane (2007) - Filth: The Mary Whitehouse Story (2008) - Mamma Mia! (2008) - Harry Potter in Princ mešane krvi (2009) - A Short Stay in Switzerland - Harry Potter in Svetinje smrti del I (2010) - Harry Potter in Svetinje smrti del II (2011) - The Bear and the Bow (2011) |

## Nagrade
- 1983: Academy Award (nominirana)
- 1983: Zlati globus (Best Actress in a Musical or Comedy)
- 1983: BAFTA (Best Actress)
- 1999: Officer of the Order of the British Empire (OBE)
- 2001: Laurence Olivier Award
- 2001: Academy Awards(nominirana)
- 2001: Zlati globus (nominirana)
- 2001: BAFTA (Best Actress)
- 2001: SAG Awards (nominirana)
- 2008: Dame Commander of the Order of the British Empire (DBE)